# 베아사인
베아사인(Beasain)은 스페인 바스크 지방의 주인 기푸스코아주의 도시로, 인구는 12,932명(2007년 기준), 면적은 30.02km2이다.